# Teinobasis metallica
Teinobasis metallica là một loài chuồn chuồn kim trong họ Coenagrionidae.
Teinobasis metallica is in 1898 voor het eerst wetenschappelijk beschreven bởi Förster.